# General Boy
General Boy é um personagem criado por volta de 1975 pela banda new wave Devo. Ele geralmente é visto interpretado por Sr. Robert Mothersbaugh, o pai do vocalista principal do Devo, Mark Mothersbaugh, do ex-baterista Jim Mothersbaugh e do guitarrista principal Bob Mothersbaugh.

## História
General Boy, junto com seu filho Booji Boy, foram apresentados pela primeira vez no curta-metragem de 1976, The Truth About De-Evolution. Ambos os personagens fizeram inúmeras aparições em vários curtas-metragens, videoclipes, propaganda escrita e até shows da banda.
Ambos os personagens também foram incorporados ao videogame em CD-ROM para PC de 1996 da Dev , Devo Presents Adventures of the Smart Patrol (com Booji Boy sendo rebatizado de "Boogie Boy"). O livreto do jogo afirma que o sobrenome verdadeiro dos meninos era Rothwell e que o nome verdadeiro de Booji Boy era Craig Allen Rothwell.
O livreto do jogo também continha mais informações sobre a história do General Boy:
A carreira do General Boy como oficial de inteligência militar foi interrompida por causa de sua alegação de que ele experimentou uma abdução alienígena. Ele foi submetido a testes psiquiátricos que resultaram em instabilidade mental progressiva. Pouco depois da transformação de seu filho em Boogie Boy, ele parou de responder ao Sr. Rothwell e se tornou General Boy por amor e simpatia por seu filho.
Por razões desconhecidas, General Boy foi retratado pelo ator Tom Finnegan no jogo (provavelmente porque Robert não estava disponível). Robert Mothersbaugh, Sr. reprisou seu papel como General Boy no evento DEVOcional anual de 2002 realizado em Cleveland, Ohio.
Sob o pseudônimo de General Boy, Robert Mothersbaugh, Sr. é creditado como co-escritor de "Enough Said", a faixa final do álbum de Devo de 1981, New Traditionalists.
Sr. Robert Mothersbaugh, morreu em 2016.